# Prądnik
Prądnik (w dolnym biegu na obszarze Krakowa pod nazwą Białucha) – rzeka w województwie małopolskim, na Wyżynie Krakowsko-Częstochowskiej, lewy dopływ Wisły. Inne nazwy rzeki: Prątnik, Promnik, a w biegu górnym Sałaszówka lub Sułoszówka.

## Etymologia
Nazwa podstawowa pochodzi od słowa prandky, co znaczy prędki, bystry i nawiązuje do wartkiego nurtu. Używane równolegle określenie Białucha pochodzi natomiast od białego, wapiennego koryta lub od mlecznego koloru wody bogatej w wapienne osady.
Tę samą nazwę nosiły pierwotnie (od średniowiecza) osady w dolinie Prądnika, począwszy od wsi Prądnik, która znajdowała się tuż za granicą Kleparza.

## Przebieg
Źródła znajdują się we wsi Sułoszowa na Wyżynie Olkuskiej. W górnym biegu płynie głębokim wąwozem (Dolina Prądnika na obszarze Ojcowskiego Parku Narodowego). Rzeka uchodzi do Wisły w Krakowie w okolicach Dąbia. Do roku 1655 uchodził do nieistniejącego już koryta Wisły w okolicy obecnej ulicy Blich.
W górnym biegu występuje pstrąg potokowy oraz kleń, którego ławice można zauważyć nawet w Krakowie. W latach osiemdziesiątych XX wieku występował także pstrąg tęczowy pochodzący z zarybień.
Od początków współczesnego osadnictwa w dolinie Prądnika jego wody były wykorzystywane jako źródło energii dla licznych drobnych zakładów przemysłowych napędzanych kołami wodnymi, takich jak młyny zbożowe, tartaki, folusze, garbarnie, hamernie (kuźnice), szabelnie czy prochownie.
Nad Prądnikiem usytuowane są miejscowości: Sułoszowa, Pieskowa Skała, Ojców, Prądnik Korzkiewski, Giebułtów, Januszowice, Pękowice i Zielonki oraz dzielnice Krakowa: Prądnik Biały, Prądnik Czerwony, Stare Miasto i Grzegórzki.
Celem zachowania naturalnie meandrującego koryta rzeki, będącego siedliskiem chronionych gatunków zwierząt, wzdłuż Prądnika utworzono w 2008 roku użytek ekologiczny „Dolina Prądnika” o powierzchni ok. 14 ha (od ul. Górnickiego do granic miasta). W 2014 roku użytek został w pewnym stopniu zdewastowany przez Małopolski Zarząd Melioracji i Urządzeń Wodnych w Krakowie podczas realizacji zadania „Konserwacja rzeki Białucha”.

### Dopływy
Dopływami Prądnika/Białuchy są:
- Bibiczanka[6]
- Garliczka[7]
- Korzkiewka[8]
- Sudół[9]
- Sudół Dominikański[9]

## Galeria

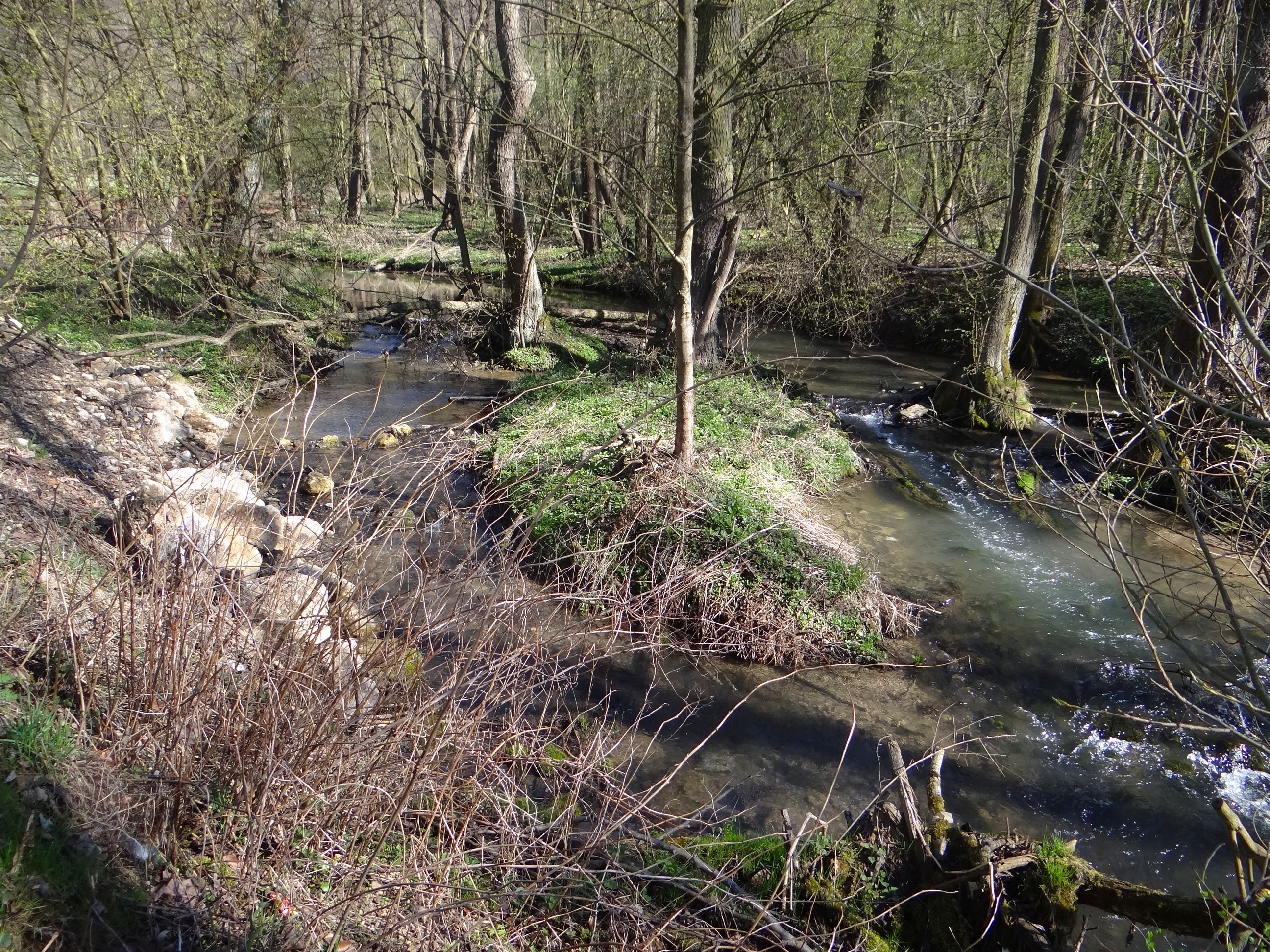
Prądnik w Prądniku Korzkiewskim
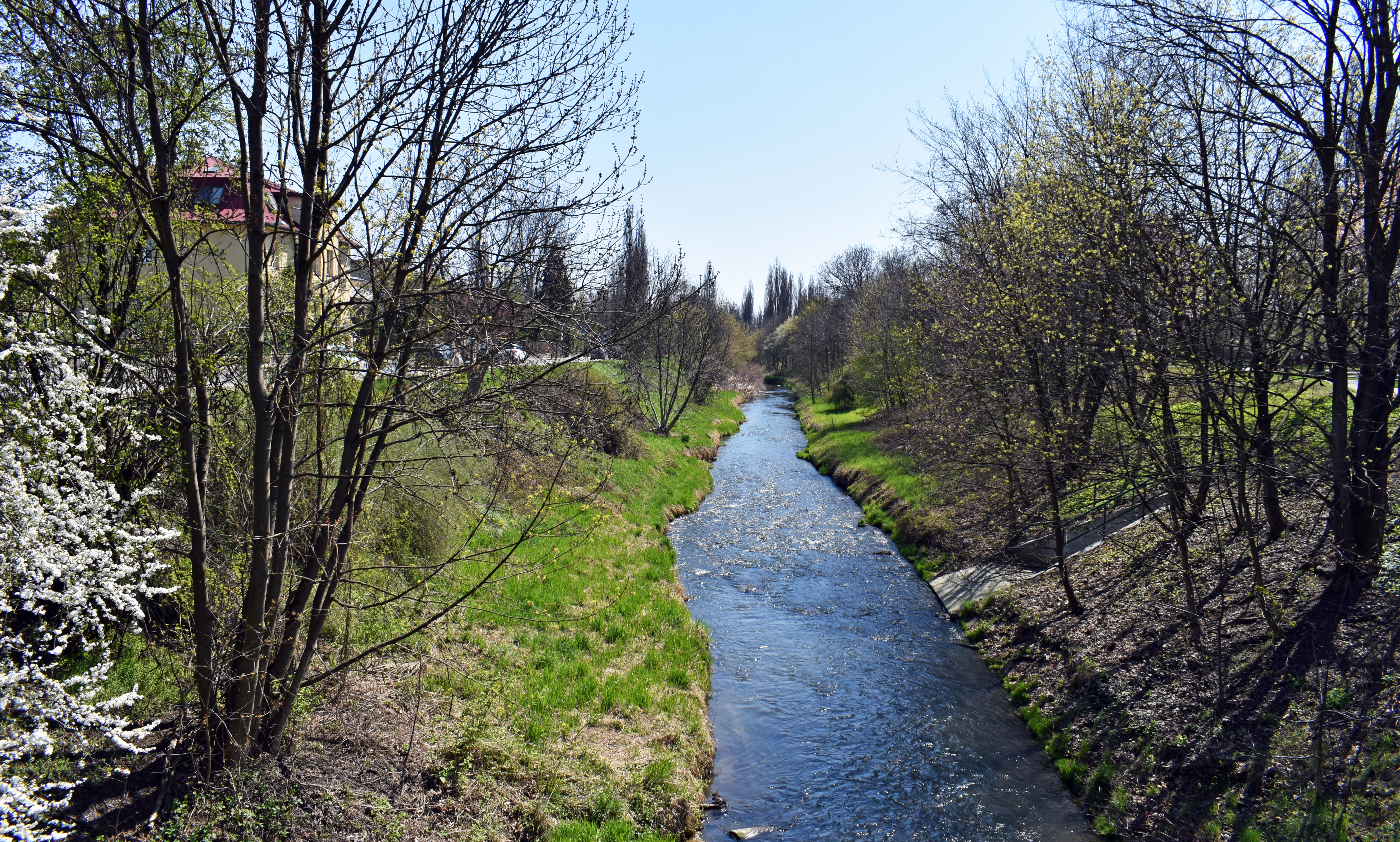
Białucha w Krakowie, po lewej ul. Nadbrzeżna
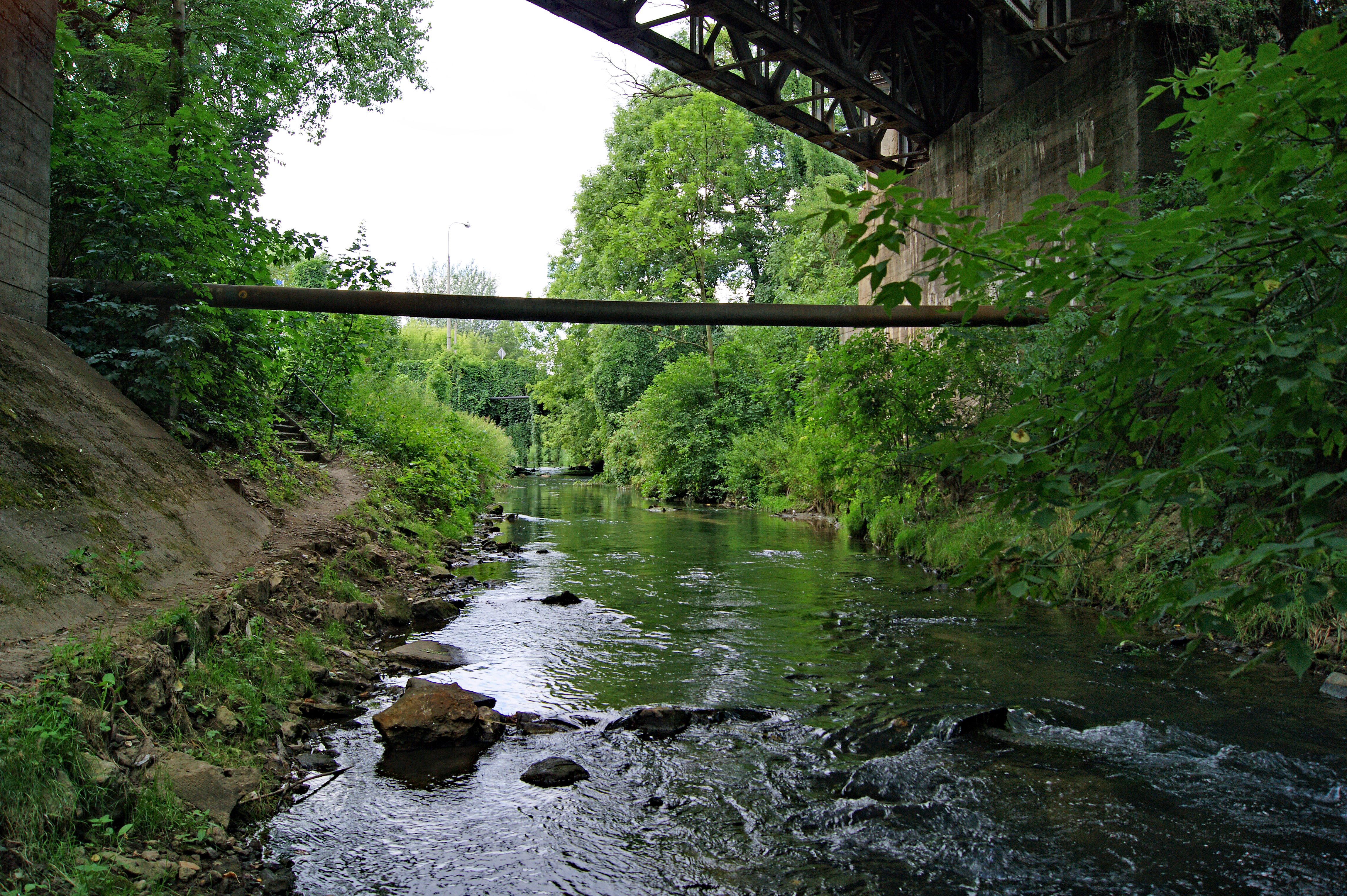
Białucha w Krakowie, pod mostem kolejowym przy ul. Mogilskiej
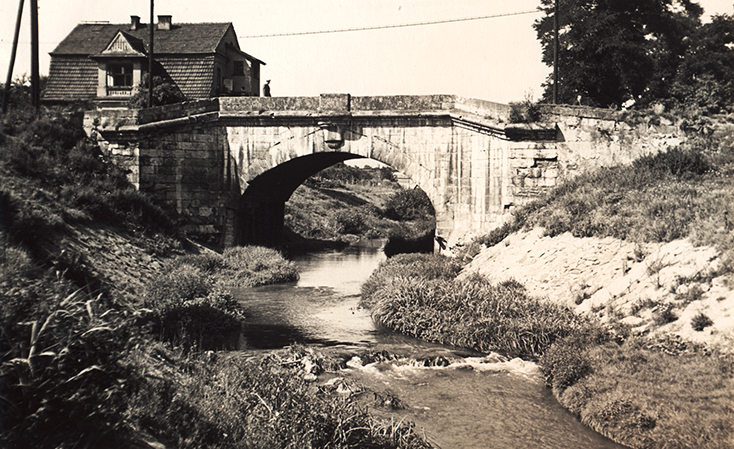
Istniejący do lat 60. XX w. Most Sierakowskiego (w jego miejscu znajduje się obecnie ponad dwukrotnie szerszy most drogowy, który leży w ciągu al. 29 Listopada)